# Касия (Минас-Жерайс)
Касия (порт. Cássia) — муниципалитет в Бразилии, входит в штат Минас-Жерайс. Составная часть мезорегиона Юг и юго-запад штата Минас-Жерайс. Входит в экономико-статистический микрорегион Пасус. Население составляет 18 357 человек на 2006 год. Занимает площадь 643,866 км². Плотность населения — 28,5 чел./км².

## История
Город основан 26 февраля 1890 года.

## Статистика
- Валовой внутренний продукт на 2003 год составляет 87 105 592,00 реалов (данные: Бразильский институт географии и статистики).
- Валовой внутренний продукт на душу населения на 2003 год составляет 4876,59 реалов (данные: Бразильский институт географии и статистики).
- Индекс развития человеческого потенциала на 2000 год составляет 0,777 (данные: Программа развития ООН).